# Садкув
Садкув (на полски: Sadków) е село във Вроцлавски окръг на Долносилезко войводство, югозападна Полша. Населението му е около 630 души (2011).
Разположено е на 123 метра надморска височина в Средноевропейската равнина, на 15 километра югозападно от центъра на град Вроцлав. Селището се споменава за пръв път в документ от 1279 година.